# Chuck Person
Chuck Connors Person (Brantley, Alabama, 27 de junio de 1964) es un exjugador y entrenador de baloncesto estadounidense que jugó durante 13 temporadas en la NBA. Con 2,03 metros de altura, jugaba de alero. Es hermano del también exjugador profesional Wesley Person y tío de Wesley Person Jr.

## Trayectoria deportiva

### Universidad
Jugó durante cuatro años con los Tigers de la Universidad de Auburn, donde acabó promediando 18,3 puntos y 7,5 rebotes por partido. En su temporada sénior aportó 21,5 puntos y 7,9 rebotes en 36,2 minutos de juego, mientras que en su año júnior firmó 22 puntos y 8,9 rebotes, siendo nombrado All-America en ambas campañas. Finalizó su carrera universitaria como máximo anotador en la historia de los Tigers y segundo en la historia de la Southeastern Conference. Su camiseta con el número 45 fue retirada por la universidad como homenaje.

### Profesional
Fue elegido en la cuarta posición del Draft de la NBA de 1986  por Indiana Pacers, y en su primera temporada demostró el porqué de su buena posición en el draft, al promediar 18,8 puntos y 8,3 rebotes, lo que le valieron para ser elegido Rookie del Año. Durante sus 6 años en Indiana se ganó una merecida fama de arrogante y de polémico, algo que contribuyó a reforzar el espíritu de su equipo, haciéndolo más competitivo. Esta forma de ser tuvo su culminación en los playoffs de 1991 y 1992, con una terrible rivalidad con el jugador de Boston Celtics y futuro presidente de los Pacers Larry Bird.
Fue traspasado en 1992, junto con Micheal Williams a Minnesota Timberwolves, a cambio de Sam Mitchell and Pooh Richardson. cuando terminó su contrato, en 1994, firmó como agente libre con San Antonio Spurs, donde tras trea temporadas fue traspasado a Chicago Bulls a cambio de Steve Kerr, pero no llegó a jugar en la ciudad del viento. sus dos últimas temporadas como profesional transcurrieron en Charlotte Hornets y Seattle SuperSonics.
En sus 13 temporadas como profesional promedió 14,7 puntos y 5,1 rebotes, situándose en decimoséptima posición de máximos anotadores de 3 puntos de la historia de la NBA, con 1220 triples.

### Entrenador
Desde su retirada, ha sido entrenador asistente en varios equipos de la NBA y de su universidad, Auburn Tigers.

## Estadísticas de su carrera en la NBA

### Temporada regular
| Año     | Equipo      | PJ  | PT  | MPP  | %TC  | %3P  | %TL  | RPP | APP | ROB | TPP | PPP  |
| ------- | ----------- | --- | --- | ---- | ---- | ---- | ---- | --- | --- | --- | --- | ---- |
| 1986-87 | Indiana     | 82  | 78  | 36.0 | .468 | .355 | .747 | 8.3 | 3.6 | 1.1 | .2  | 18.8 |
| 1987-88 | Indiana     | 79  | 71  | 35.5 | .459 | .333 | .670 | 6.8 | 3.9 | .9  | .1  | 17.0 |
| 1988-89 | Indiana     | 80  | 79  | 37.7 | .489 | .307 | .792 | 6.5 | 3.6 | 1.0 | .2  | 21.6 |
| 1989-90 | Indiana     | 77  | 73  | 35.2 | .487 | .372 | .781 | 5.8 | 3.0 | .7  | .3  | 19.7 |
| 1990-91 | Indiana     | 80  | 79  | 32.1 | .504 | .340 | .721 | 5.2 | 3.0 | .7  | .2  | 18.4 |
| 1991-92 | Indiana     | 81  | 81  | 36.1 | .480 | .373 | .675 | 5.3 | 4.7 | .8  | .2  | 18.5 |
| 1992-93 | Minnesota   | 78  | 75  | 38.3 | .433 | .355 | .649 | 5.6 | 4.4 | .9  | .4  | 16.8 |
| 1993-94 | Minnesota   | 77  | 37  | 26.4 | .422 | .368 | .759 | 3.3 | 2.4 | .6  | .2  | 11.6 |
| 1994-95 | San Antonio | 81  | 1   | 25.1 | .423 | .387 | .647 | 3.2 | 1.3 | .6  | .1  | 10.8 |
| 1995-96 | San Antonio | 80  | 16  | 26.6 | .437 | .410 | .644 | 5.2 | 1.3 | .6  | .3  | 10.9 |
| 1997-98 | San Antonio | 61  | 11  | 23.9 | .359 | .344 | .757 | 3.3 | 1.4 | .5  | .2  | 6.7  |
| 1998-99 | Charlotte   | 50  | 21  | 19.8 | .388 | .350 | .750 | 2.6 | 1.2 | .4  | .2  | 6.1  |
| 1999-00 | Seattle     | 37  | 0   | 9.2  | .301 | .253 | .500 | 1.4 | .6  | .1  | .1  | 2.8  |
| Total   | Total       | 943 | 622 | 30.7 | .458 | .362 | .723 | 5.1 | 2.8 | .7  | .2  | 14.7 |

### Playoffs
| Año   | Equipo      | PJ | PT | MPP  | %TC  | %3P  | %TL   | RPP | APP | ROB | TPP | PPP  |
| ----- | ----------- | -- | -- | ---- | ---- | ---- | ----- | --- | --- | --- | --- | ---- |
| 1987  | Indiana     | 4  | 4  | 39.8 | .514 | .250 | .769  | 8.3 | 5.0 | 1.3 | .5  | 27.0 |
| 1990  | Indiana     | 3  | 3  | 41.0 | .378 | .100 | .417  | 6.7 | 4.0 | .3  | .0  | 13.3 |
| 1991  | Indiana     | 5  | 5  | 38.4 | .533 | .548 | .810  | 5.6 | 3.2 | 1.0 | .0  | 26.0 |
| 1992  | Indiana     | 3  | 3  | 39.3 | .404 | .333 | .667  | 3.0 | 2.3 | .7  | .0  | 17.0 |
| 1995  | San Antonio | 15 | 0  | 17.2 | .351 | .289 | .727  | 1.8 | .5  | .3  | .5  | 5.0  |
| 1996  | San Antonio | 10 | 0  | 28.4 | .532 | .532 | .824  | 4.0 | 1.6 | .2  | .3  | 12.1 |
| 1998  | San Antonio | 9  | 0  | 21.8 | .340 | .350 | 1.000 | 3.0 | .8  | .4  | .0  | 5.8  |
| 2000  | Seattle     | 2  | 0  | 1.0  | .000 | .000 | –     | .0  | .0  | .0  | .0  | .0   |
| Total | Total       | 51 | 15 | 26.1 | .448 | .391 | .737  | 3.6 | 1.7 | .5  | .2  | 11.3 |

## Vida personal
Está casado con Carmen Person y tienen dos hijas, Millicent y Tiffany y un hijo, Chuck Jr. Es primo del también exjugador, Wesley Person.

## Logros y reconocimientos
- Rookie del año en 1987.
- 6 temporadas entre los 10 máximos anotadores de triples de la NBA.
- Su dorsal #45 fue retirado por los Tigers como homenaje.

### Partidos ganados sobre la bocina
|      | con Indiana Pacers           |
|      | con San Antonio Spurs        |
|      | con Seattle SuperSonics      |
| (PO) | Denota un partido de PlayOff |

| Número | Tiro               | Margen | Resultado | Oponente         | Fecha                   |
| ------ | ------------------ | ------ | --------- | ---------------- | ----------------------- |
| 1      | Tiro de tres       | -2     | 103-104   | Milwaukee Bucks  | 15 de noviembre de 1986 |
| 2      | Tiro en suspensión | Empate | 104-106   | Chicago Bulls    | 8 de diciembre de 1989  |
| 3      | Tiro en suspensión | Empate | 96-94     | Sacramento Kings | 6 de abril de 1995      |
| 4      | Tiro de tres       | Empate | 92-95     | New Jersey Nets  | 26 de enero de 2000     |